# أرتور كيني
أرتور كيني (بالإسبانية: Arturo Kenny)‏ هو لاعب البولو أرجنتيني، (ولد في بوينس آيرس في الأرجنتين 1889  م).

## وصلات خارجية
- أرتور كيني على موقع أوليمبيديا (الإنجليزية)